# 唐纳德·阿诺德
唐纳德·阿诺德（英語：Donald Arnold，1935年7月14日—2021年6月27日），加拿大男子赛艇运动员。他曾代表加拿大参加1956年和1960年夏季奥林匹克运动会赛艇比赛，获得一枚金牌和一枚银牌。